# 31 luglio
Il 31 luglio è il 212º giorno del calendario gregoriano (il 213º negli anni bisestili). Mancano 153 giorni alla fine dell'anno.

## Eventi
- 781 – Il testo Shoku Nihongi riporta la prima eruzione documentata del Monte Fuji (data giapponese: sesto giorno del settimo mese Ten'o)
- 1009 – Consacrazione di papa Sergio IV
- 1498 – Durante il suo terzo viaggio nell'emisfero occidentale, Cristoforo Colombo diventa il primo europeo a scoprire l'Isola di Trinidad
- 1703 – Daniel Defoe viene messo alla gogna (sarà successivamente imprigionato) con l'accusa di diffamazione verso la Chiesa d'Inghilterra per la pubblicazione del pamphlet di satira politica La via più breve per i dissenzienti (The Shortest-Way with the Dissenters) pubblicato l'anno prima[1]
- 1789 – Nel contesto della guerra russo-turca (1787-1792), le truppe austro-russe sbaragliano gli Ottomani vicino a Focșani (Romania)[2]
- 1790 – Primo brevetto registrato negli Stati Uniti d'America: è concesso all'inventore Samuel Hopkins per l'ottenimento della potassa
- 1856 – Christchurch ottiene lo statuto di città, la prima città nella storia della Nuova Zelanda
- 1917 – Prima guerra mondiale: nelle Fiandre inizia la terza battaglia di Ypres
- 1919 – L'Assemblea nazionale tedesca adotta la Costituzione di Weimar (entrerà in vigore il successivo 14 agosto)
- 1928 – Amsterdam: Elizabeth Robinson vince i 100 metri piani alle Olimpiadi nella prima gara femminile di atletica leggera nella storia delle Olimpiadi
- 1941 – Olocausto: Hermann Göring inizia a pianificare la Soluzione finale della questione ebraica
- 1954 – La vetta del K2, nel Karakorum, viene conquistata dalla spedizione italiana guidata da Achille Compagnoni, Ardito Desio e Lino Lacedelli
- 1964 – Programma Ranger: il Ranger 7 invia sulla Terra le prime foto ravvicinate della Luna
- 1969
  - La sonda della missione americana Mariner 6 raggiunge Marte: invierà alla Terra un totale di 75 foto
  - Elvis Presley si esibisce nel primo dei suoi 57 concerti all'International Hotel di Las Vegas
- 1971 – Programma Apollo: gli astronauti dell'Apollo 15 sono i primi a viaggiare su un veicolo lunare
- 1976 – La NASA pubblica la famosa foto della Faccia su Marte, scattata dalla sonda Viking 1 sei giorni prima
- 1980 – Dopo 66 giorni nello spazio, rientra a Terra la navetta russa Soyuz 36 con due uomini di equipaggio, il sovietico Valerij Nikolaevič Kubasov e l'ungherese Bertalan Farkas
- 1991 – Viene firmato il primo trattato START fra USA e Unione Sovietica per limitare le armi nucleari
- 1996 – Lo standard informatico MIL-STD-1750A viene dichiarato obsoleto e non più utilizzabile per i nuovi computer
- 1999 – La NASA fa precipitare intenzionalmente la navetta Lunar Prospector sulla Luna, terminando così la sua missione per individuare acqua ghiacciata sulla superficie lunare
- 2003 – News Corporation lancia una nuova piattaforma satellitare, Sky Italia
- 2012
  - In India avviene un black out nazionale
  - Michael Phelps batte il record di Larisa Latynina per il maggior numero di medaglie vinte alle Olimpiadi

## Nati
Ci sono circa 1 060 voci su persone nate il 31 luglio; vedi la pagina Nati il 31 luglio per un elenco descrittivo o la categoria Nati il 31 luglio per un indice alfabetico.

## Morti
Ci sono circa 440 voci su persone morte il 31 luglio; vedi la pagina Morti il 31 luglio per un elenco descrittivo o la categoria Morti il 31 luglio per un indice alfabetico.

## Feste e ricorrenze

### Civili
Internazionali:
- Giornata mondiale dell'orgasmo[3]

### Religiose
Cristianesimo:
- Sant'Ignazio di Loyola, sacerdote
- San Calimero di Milano, vescovo
- Santi Democrito, Secondo e Dionigi, martiri
- Sant'Elena di Skövde, vedova e martire
- San Fabio il Vessillifero, martire
- San Germano d'Auxerre, vescovo
- San Giustino de Jacobis, vescovo e missionario
- Santi Pietro Doan Cong Quy e Emanuele Phung, martiri
- San Tertullino, martire
- Beato Andrea da Palazuelo (Miguel Francisco González González), sacerdote cappuccino, martire
- Beata Caterina di Lovanio, monaca
- Beate Daniela di San Barnaba (Vicenta Achurra Gogenola) e Gabriella di San Giovanni della Croce (Francisca), religiose e martiri
- Beati Dionigi Vicente Ramos e Francesco Remon Jativa, martiri francescani
- Beato Everardo Hanse, sacerdote e martire
- Beato Francesco Stryjas, padre di famiglia, martire
- Beato Francesco da Milano, eremita
- Beato Giacomo Buch Canals, salesiano, martire
- Beato Giovanni Colombini, fondatore dei Gesuati
- Beato Giovanni Francesco Jarrige de la Morelie du Breuil, martire
- Beato Girolamo Michele Calmell, mercedario
- Beate Esperanza de la Cruz, Maria Refugio de San Ángelo, Daniela de San Bernabé, Gabriela de San Juan de la Cruz, missionarie carmelitane spagnole, martiri
- Beato Michele Ozieblowski, sacerdote e martire
- Beati Prudenzio della Croce (Prudencio Gueréquiz y Guezuraga) e Secondo di Santa Teresa (Segundo García y Cabezas), sacerdoti trinitari, martiri
- Beate Speranza della Croce (Teresa Subirá Sanjaume) e Maria Rifugio di Sant'Angelo (Maria Roqueta Serra), religiose e martiri
- Beata Zdenka Schelingová, martire

Wicca:
- Vigilia di Lammas